# Rudy Giuliani
Rudolph Williams Louis »Rudy« Giuliani, ameriški politik in bivši župan New Yorka, * 28. maj 1944, Brooklyn.

## Življenjepis
Rodil se je leta 1944 v delavski družini v Brooklynu v New Yorku. Kljub temu, da je bil eden od njegovih stricev znan po svojih zvezah z mafijo ter, da je bil njegov oče nekoč v zaporu je sam zbral pot poštenjaka in svoje življenje posvetil, kot je dejal sam, boju proti vsemu zlemu. Študiral je pravo in se leta 1970 zaposlil v uradu ameriškega državnega tožilstva v New Yorku. Že pri 29 letih je bil imenovan za vodjo oddelka za narkotike, bil pa je tudi izvršni tožilec. 
Leta 1975 je bil premeščen v Washington in  bil imenovan za izrednega namestnika državnega tožilca in vodjo osebja namestnika državnega tožilca. Leta 1977 se je vrnil v New York in do leta 1981 delal v odvetniški pisarni Patterson, Belknap, Webb in Tyler.  1981 je bil imenovan za izrednega državnega tožilca, kar je tretja najvišja funkcija v ameriškem pravosodnem ministrstvu. Dve leti kasneje je bil imenovan za tožilca v newyorškem južnem okrožju, kjer se je boril proti organiziranemu in gospodarskemu kriminalu ter narkomafiji. Ena od pomembnih nalog na tem delovnem mestu je bil tudi boj proti korupciji v vladnih krogih.
V svoji tožilski karieri je dosegel zavidljiv rezultat: 4152 obsodb in le 25 oprostitev.

### Politična kariera
Leta 1989 je kot kandidat Republikanske stranke prvič kandidiral za župana New Yorka. V najtesnejši bitki za župana v zgodovini tega mesta ga je z 51 % premagal demokrat, David Dinkins, prvi Afroameričan na tem položaju. 
Leta 1993 je vnovič kandidiral, v svoji kampanji pa se je takrat Giuliani osredotočil na izboljšanje kakovosti življenja, ustvarjanje novih delovnih mest, izboljšave v šolstvu in boj proti kriminalu. Na teh volitvah je zmagal ter tako  postal 107. župan mesta New York. Štiri leta kasneje je bil z veliko večino vnovič izvoljen za župana. 

### Bolezen
Aprila leta 2000 je Rudolph Giuliani oznanil, da ima raka na prostati. Umaknil je kandidaturo za sedež v senatu in začel z zdravljenjem. Bolezen je po večmesečnih kemoterapijah premagal in se zdrav vrnil v svojo pisarno malo pred usodnimi dogodki 11. septembra 2001.

### Konec mandata
Rudy Giuliani je svoj mandat zaključil konec leta 2001, na položaju župana pa ga je zamenjal Michael R. Bloomberg.

## Viteški naziv
V zahvalo za neprecenljivo pomoč in podporo žalujočim Britancem v New Yorku mu je leta 2002 britanska kraljica Elizabeta II. podelila viteški naslov britanskega kraljestva.  
Častni naslov mu je v New Yorku v imenu britanske kraljice podelil kraljičin drugi sin, princ Andrew, vojvoda Yorški. Rudy Giuliani se je tako pridružil nekdanjima ameriškima predsednikoma Ronaldu Reaganu in Georgeu Bushu, igralcu britanskega rodu Bobu Hopu, ameriškemu zunanjemu ministru Colinu Powellu in filmskemu režiserju Stevenu Spielbergu, ki se prav tako ponašajo z viteškim naslovom.